# 補足
| ウィキペディアには「補足」という見出しの百科事典記事はありません（タイトルに「補足」を含むページの一覧/「補足」で始まるページの一覧）。 代わりにウィクショナリーのページ「補足」が役に立つかもしれません。 |